# اف‌ان مدل ۱۹۱۰
اف‌ان مدل ۱۹۱۰ (به فرانسوی: FN Model 1910) پیستول نیمه‌خودکاری است ساخت شرکت فابریک ناسیونال بلژیک. طراح آن جان برونینگ بود و مکانیزم مسلح شدن آن پس‌زنی گاز است.
گاوریلو پرنسیپ در ۱۹۱۴ از یک قبضه از این جنگ‌افزار برای ترور آرشیدوک فرانتس فردیناند در سارایوو بهره برد، که این شلیک سبب‌ساز آغاز جنگ جهانی اول گردید. پل دومر رئیس جمهور فرانسه نیز در ۱۹۳۲ با این سلاح ترور شد؛ همچنین هوی پی. لانگ فرماندار لوئیزیانا نیز در ۱۹۳۵ با یک قبضه از همین سلاح ترور شد.